# Basilique Saint-Pierre du Kef
Pour les articles homonymes, voir Basilique Saint-Pierre (homonymie).
La basilique Saint-Pierre du Kef, également appelée Dar El Kous, est une église chrétienne du Ve siècle située dans la ville du Kef en Tunisie. Son remarquable état de conservation a justifié sa réutilisation en lieu de culte pendant le protectorat français de Tunisie.

## Description

### Architecture de l'édifice

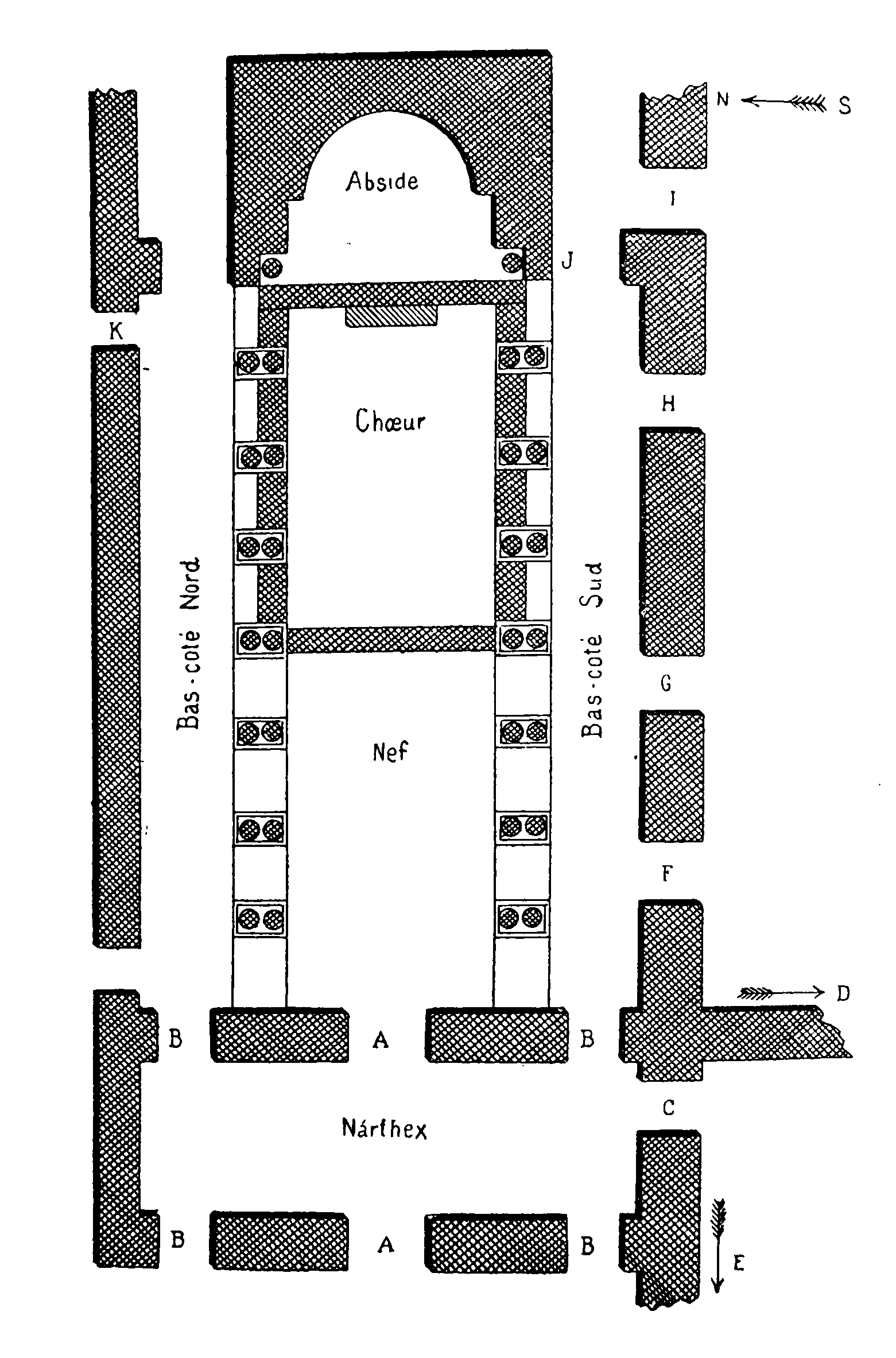
Plan de la basilique.

Mesurant 39 mètres sur 15 mètres, le bâtiment se décompose en six parties : le narthex, la nef, le chœur, l'abside et les bas-côtés nord et sud.
On accède à la basilique par le narthex. Construits en pierres de taille, ses murs sont percés de sept portes, trois portes d'accès sur la façade occidentale, trois portes donnant sur la nef et les bas-côtés et une porte dans la paroi méridionale. Cette dernière, actuellement condamnée, devait donner accès à des dépendances comme le confirme la construction des murs qui se prolongent dans cette direction. Les portes d'accès face à la nef sont plus grandes que celles donnant sur les bas-côtés.
La nef et les bas-côtés sont au même niveau. Le chœur est surélevé d'une marche et on accède à l'abside depuis le chœur en gravissant deux marches. Les fouilles ont révélé que le sol de la nef était décoré de mosaïques représentant des figures géométriques (cubes noirs, rouges, jaunes et blancs). Le sol des bas-côtés était également recouvert d'une mosaïque dont le dessin différait de celui de la nef. Le sol du chœur était également décoré de la même manière. Toutes ces mosaïques ont disparu.
La nef et le chœur sont séparés des bas-côtés par une double rangée de socles de colonnes reposant sur une ligne de dalles parallèles au grand axe de la basilique. Les socles situés vers l'intérieur supportaient les colonnes qui soutenaient la charpente de la nef et du chœur. Les socles situés vers l'extérieur supportaient la voûte des bas-côtés de concert avec des piliers en pierre englobés dans le mur qui leur fait face. Au sommet de ces piliers, on aperçoit encore l'amorce de la voûte des bas-côtés. Quatorze socles de colonne sont en marbre, les autres sont en pierre et d'un travail moins fin. Des fragments des colonnes ont été retrouvés et sont toujours visibles.
Deux colonnes d'ordre corinthien soutiennent l'abside en cul-de-four. Comportant cinq niches demi-circulaires, celles-ci étaient autrefois séparées par six colonnettes dont l'emplacement est toujours visible.
La paroi latérale méridionale présente quatre grandes portes dont trois donnent accès sur le bas-côté et une quatrième sur une petite chambre située contre l'abside et communiquant elle-même avec le bas-côté par une cinquième porte. La paroi latérale septentrionale ne comporte que deux ouvertures un peu plus petites et actuellement condamnées,.

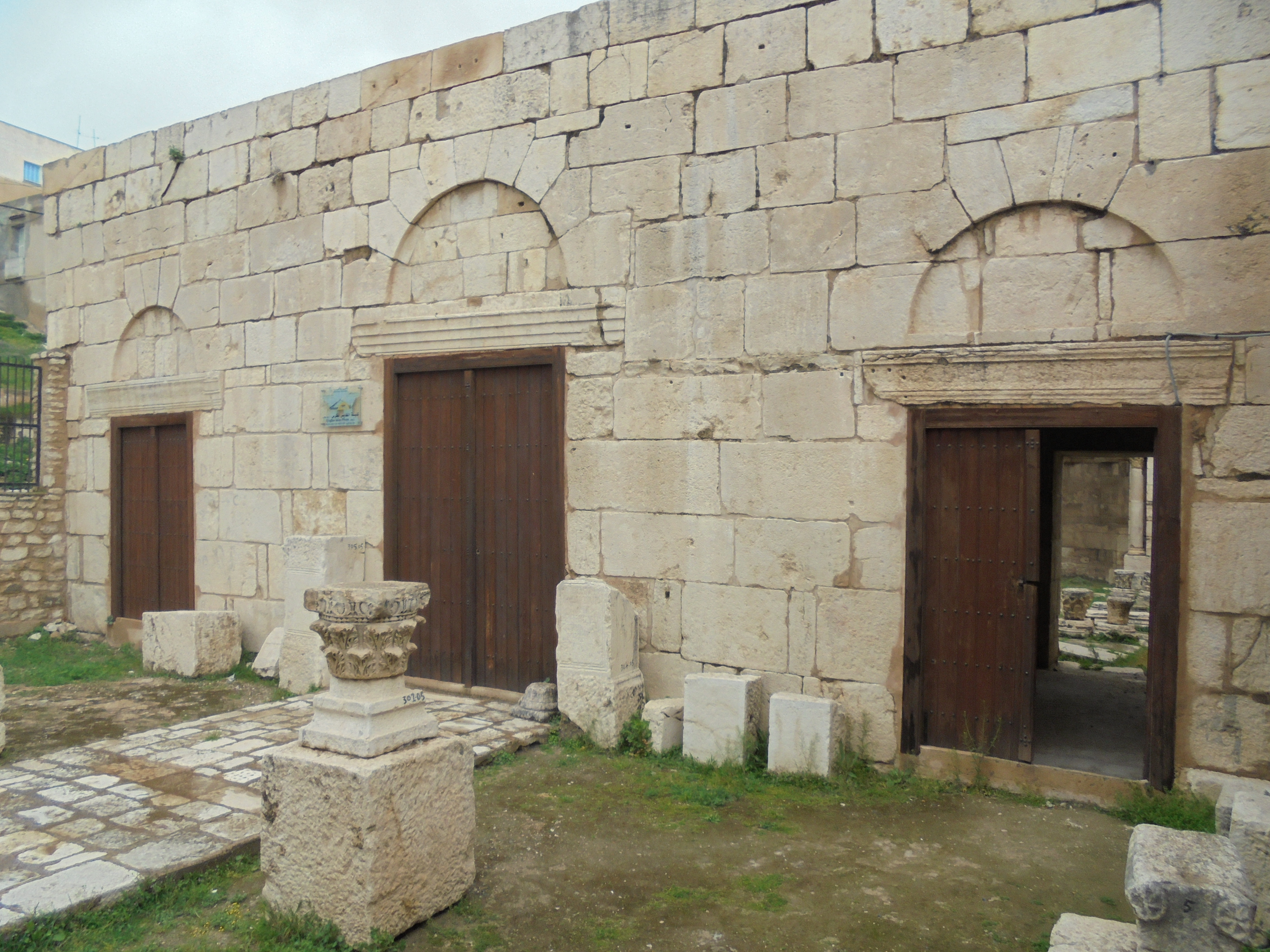
Entrée de la basilique du côté du narthex.
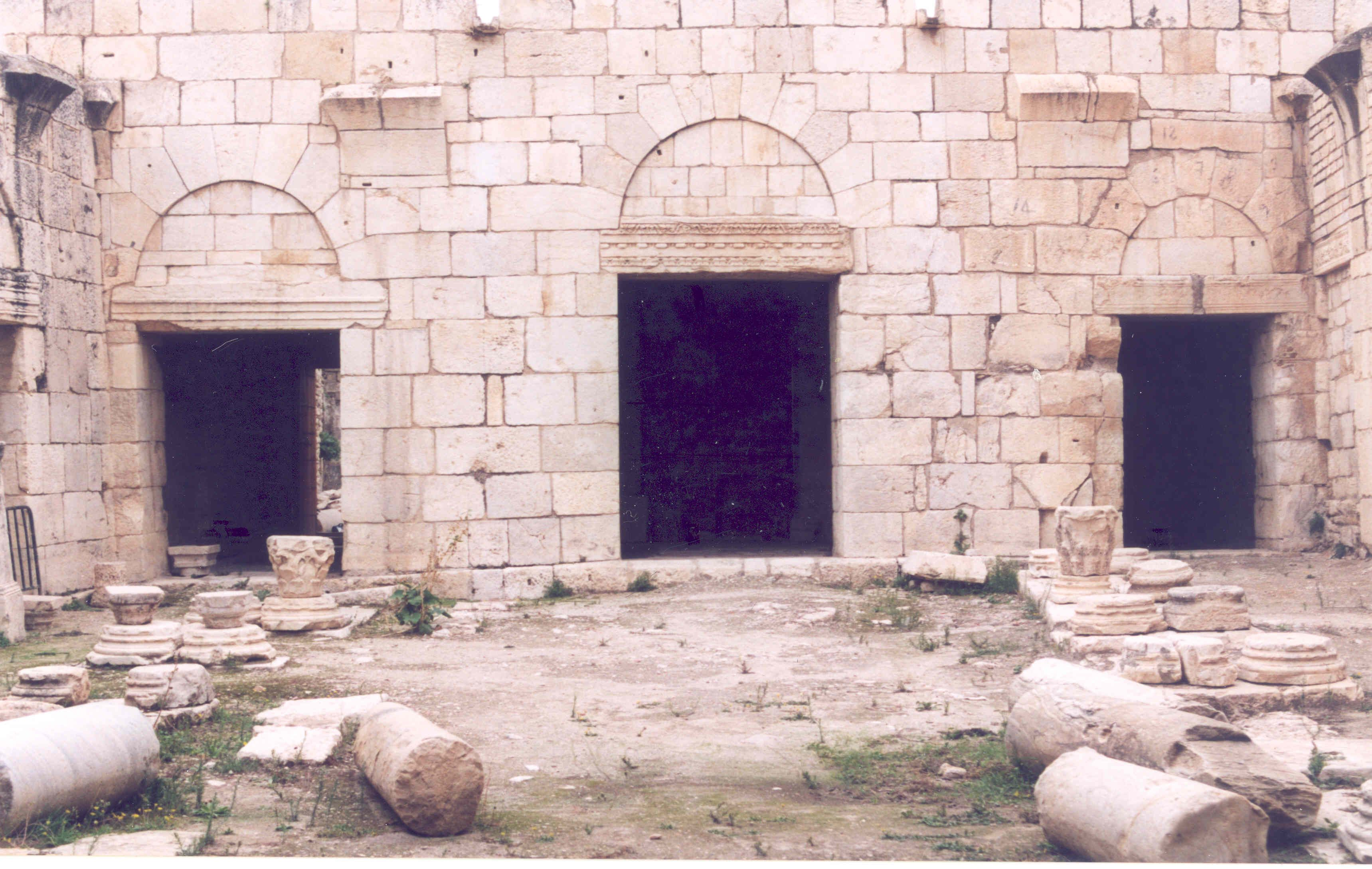
Mur entre le narthex et la nef.
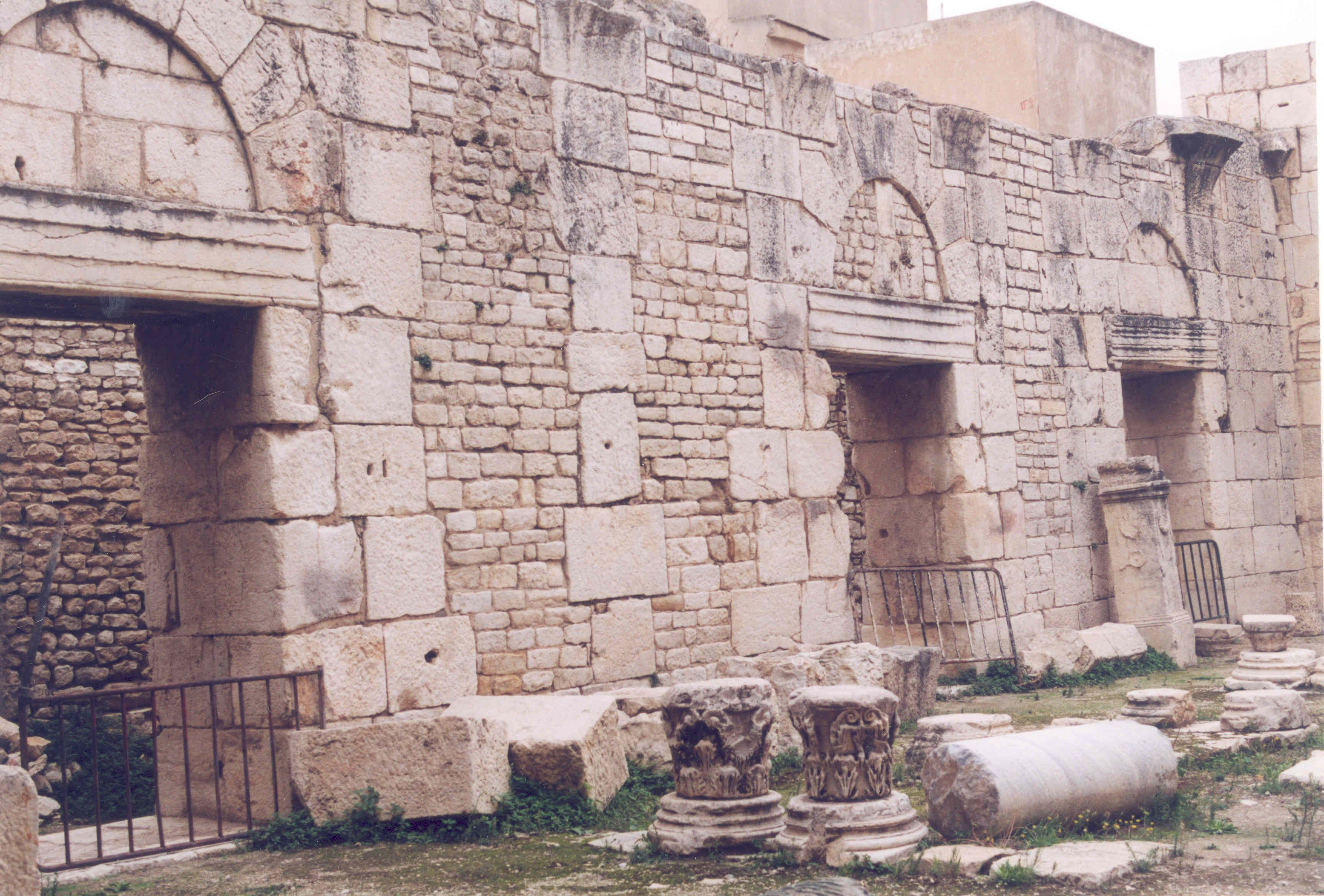
Paroi sud de la basilique.
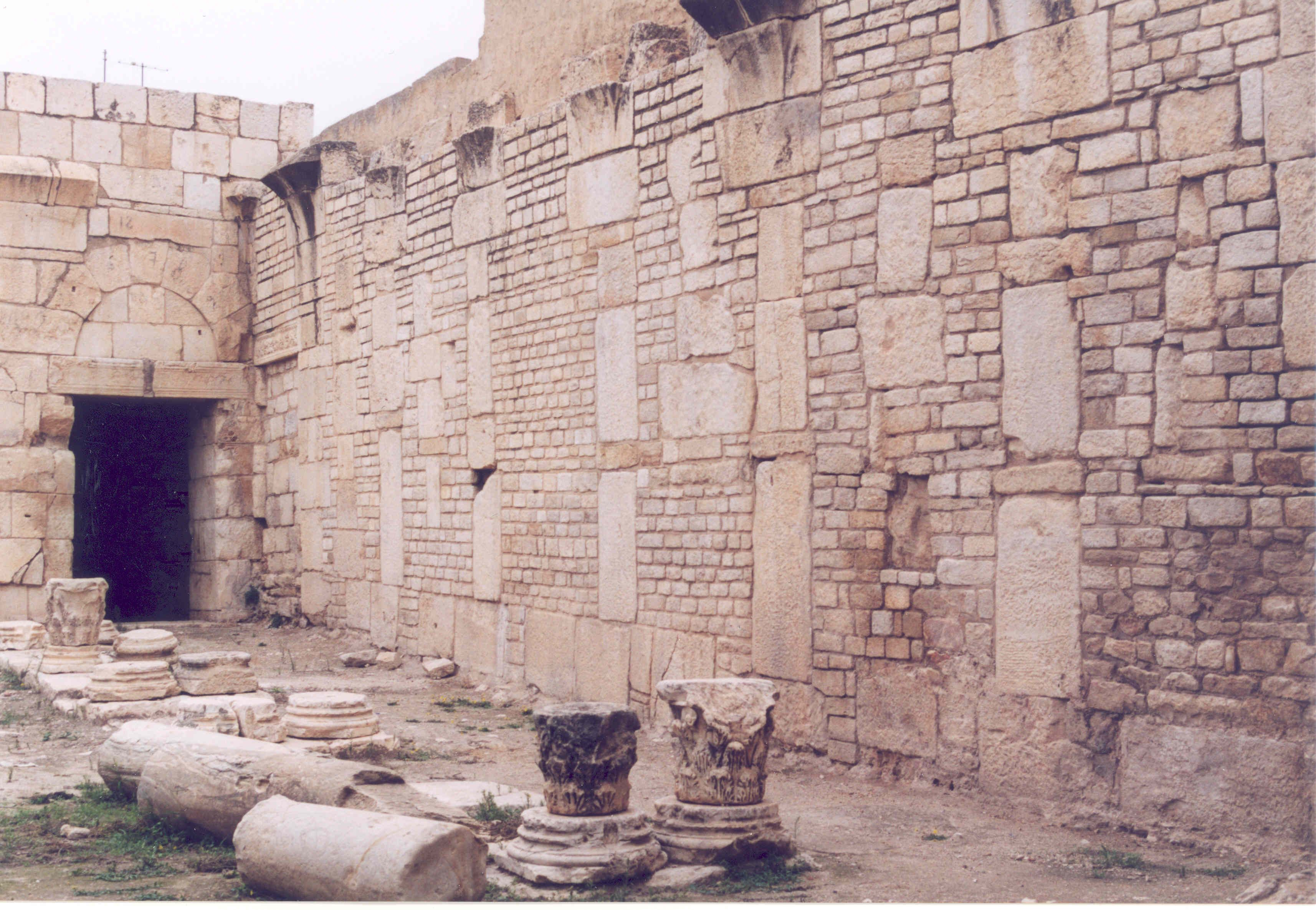
Paroi nord de la basilique.

### Dédicace de la basilique à saint Pierre
La lecture des inscriptions sur la clé de voûte de l'abside par Paul Gauckler en 1897 permet de conclure que l'édifice était dédié à saint Pierre. En effet, cette pierre est ornée d'une croix en relief entourée de quatre lettres en caractères byzantins DMNS : D(o)M(i)N(us). Au milieu, dans un trapèze reproduisant la forme de la clé de voûte, est inscrite une couronne dans laquelle figure une croix grecque dont les quatre branches portent les lettres suivantes PTRS : P(e)TR(u)S, dans les quatre coins du trapèze sont figurés des S droits à gauche, retournés à droite : S(anctus). L'inscription se lirait donc : D(o)M(i)N(us). P(e)TR(u)S S(anctus).
Une deuxième clé de voûte est retrouvée parmi les déblais lors des fouilles de 1894. Originellement placée dans l'arc du narthex, elle comporte également une croix grecque en relief mais disposée différemment. Celle-ci est inscrite dans une circonférence à double filet. La branche supérieure présente les lettres SCS : S(an)C(tu)S, la branche gauche un P, la branche droite un R et la branche inférieure un S. L'inscription se lirait donc : S(an)C(tu)S P(e)TR(u)S.
Comme le note Gauckler, c'est la première fois que l'on arrive à identifier ainsi une basilique africaine.

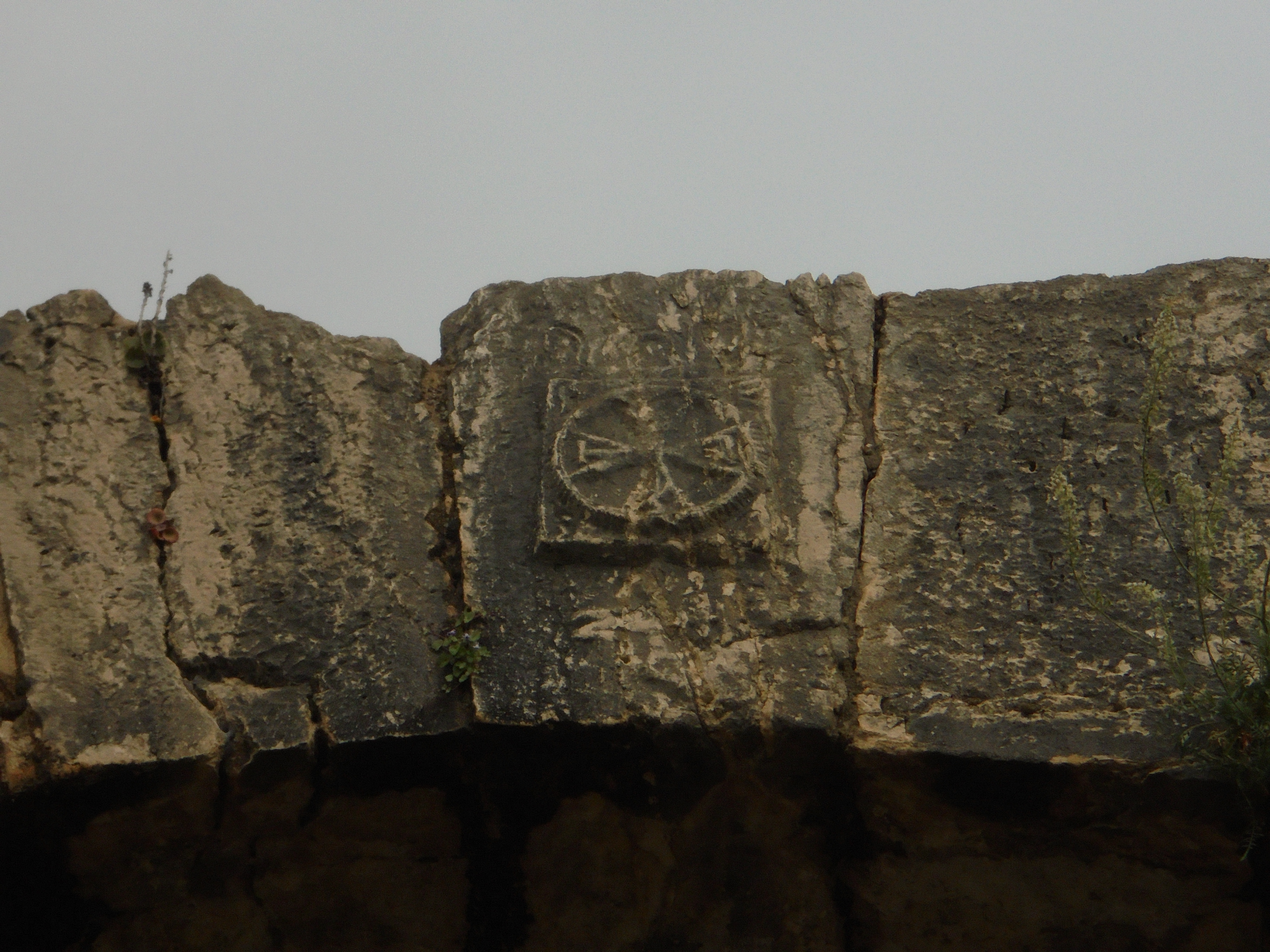
Clé de voûte de l'abside.
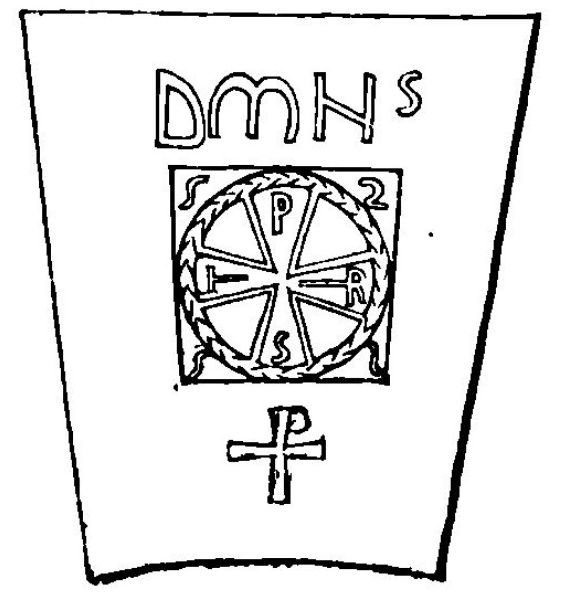
Clé de voûte de l'abside telle que relevée par Gauckler.
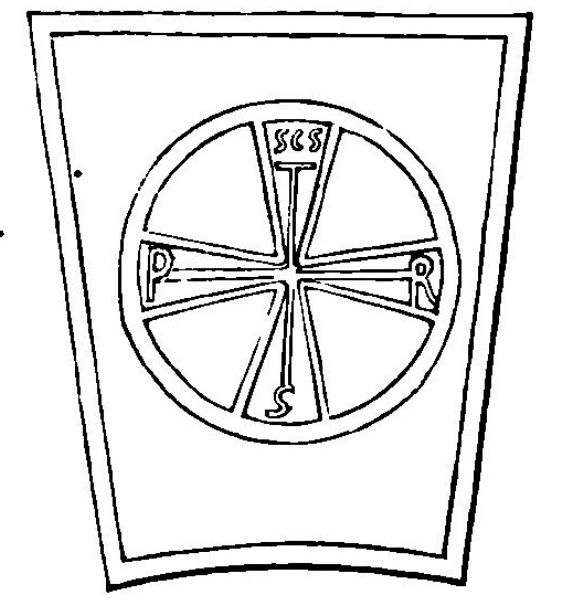
Clé de voûte du narthex telle que relevée par Gauckler.
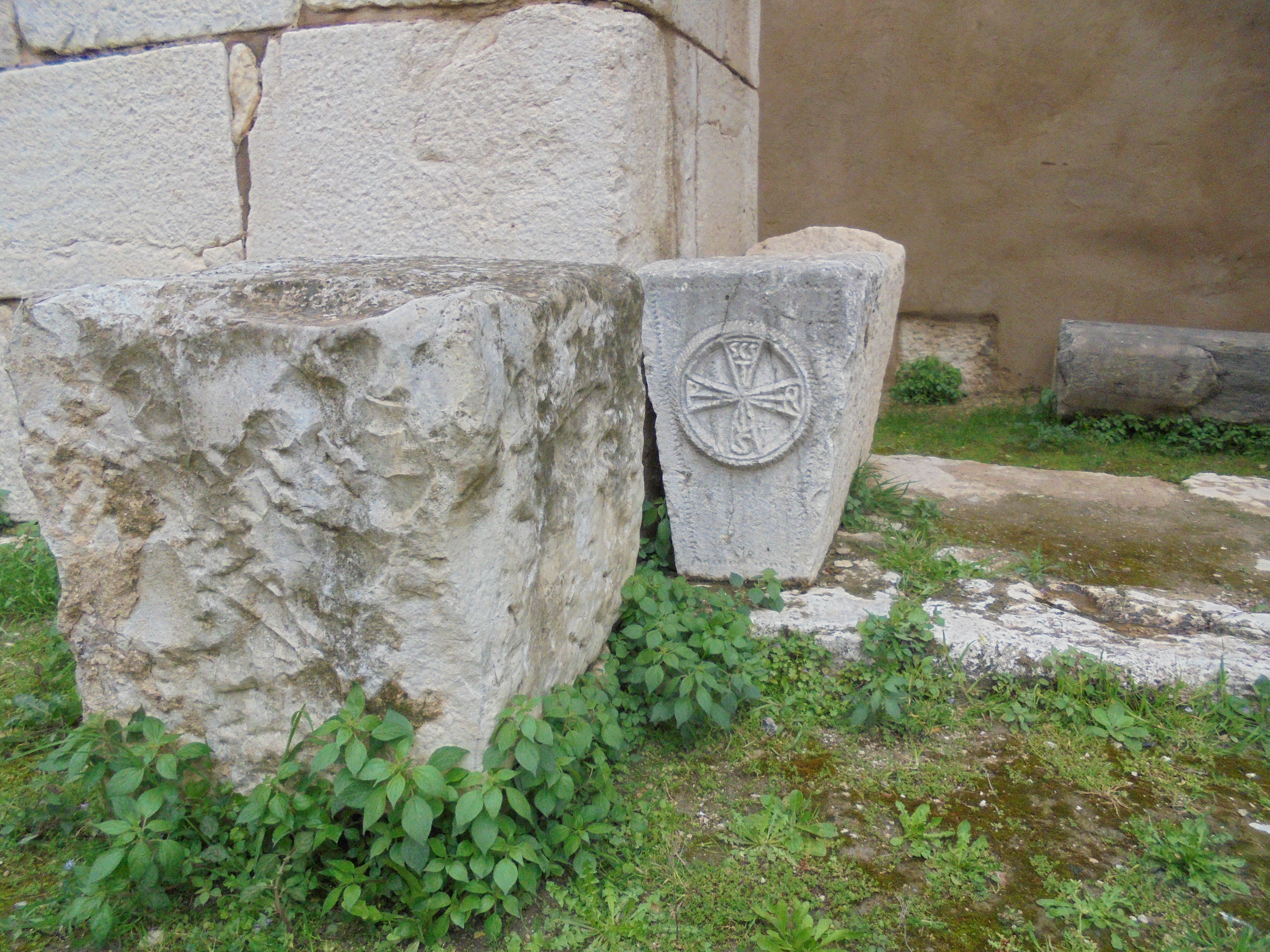
Clé de voûte du narthex.

### Linteaux des portes

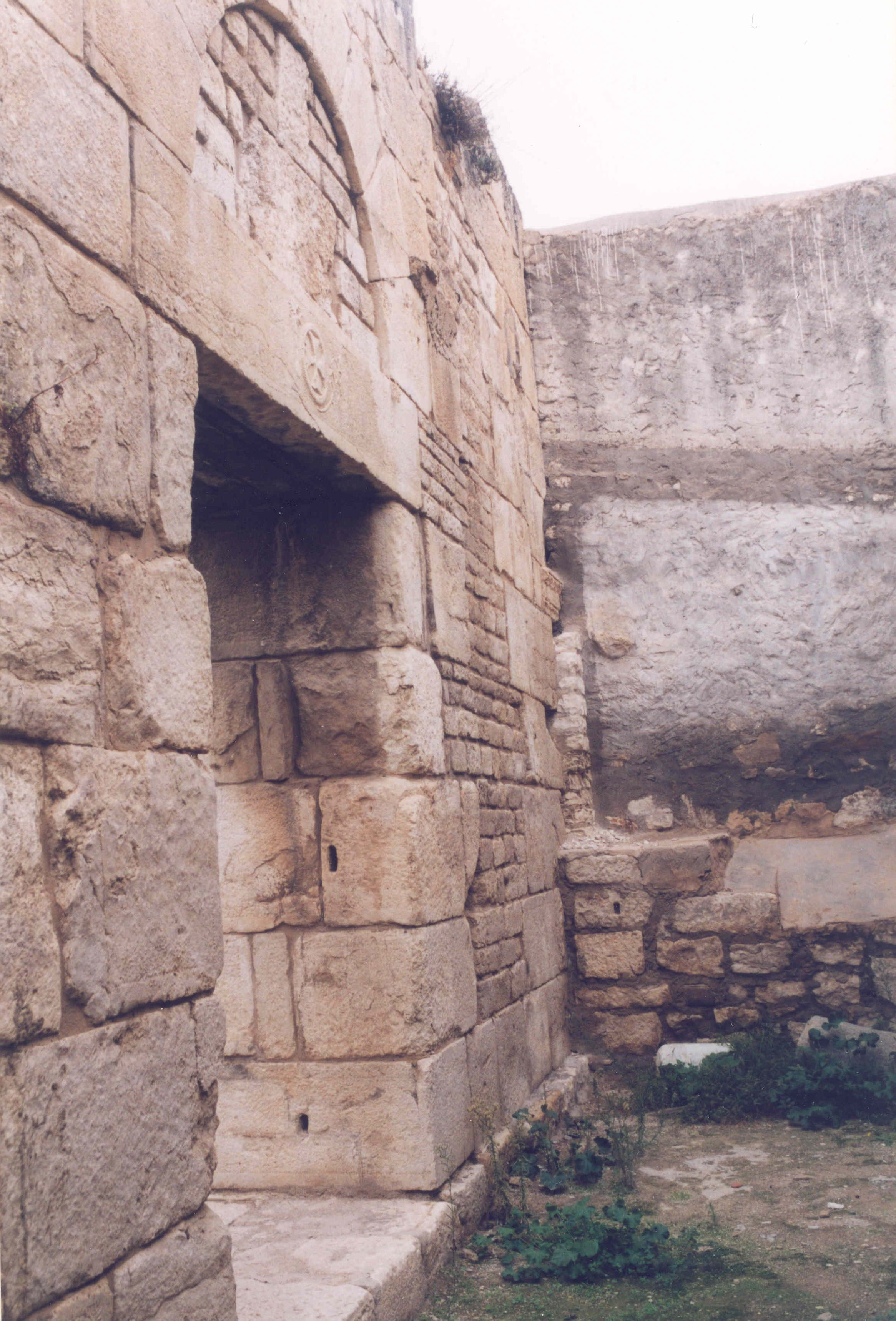
Croix grecque au-dessus de l'une des portes de la paroi septentrionale.

L'examen des linteaux des portes fait vite apparaître qu'ils proviennent d'un monument plus ancien. Chacun porte, en effet, des moulures dont la disposition n'est pas en rapport avec le style général de la basilique. On peut également y lire des inscriptions incomplètes, la pierre ayant été brisée suivant les besoins de la construction. Le linteau de la porte du narthex porte même des traces d'une ancienne moulure burinée pour laisser place à une inscription antérieure à la construction de la basilique. Trois périodes différentes d'utilisation se retrouvent donc sur la même pierre.
Cependant, les linteaux les plus intéressants se trouvent sur les portes des parois méridionale et septentrionale. Là encore, les pierres utilisées proviennent d'un monument plus ancien comme le montrent les dessins sur les faces intérieures. Sur la paroi méridionale, l'un d'eux représente des dauphins enlacés et affrontés devant un coquillage surmonté d'une fleur, le tout encadré par deux baguettes ornementales formant des moulures. Un autre représente des feuillages encadrés par les mêmes baguettes ornementales. Une inscription partielle est également visible et provient sans doute d'une première réutilisation de la pierre d'origine.
L'une des ouvertures de la paroi septentrionale possède un linteau fait de deux pierres de taille accolées. La face inférieure de l'une d'elles représente une tête de méduse entourée d'écailles de poisson ; la face inférieure de l'autre pierre représente un vase central d'où s'échappent deux branches de vigne qui serpentent à droite et à gauche. Là encore, on retrouve les mêmes moulures que sur les pierres de la paroi septentrionale, ce qui laisse supposer une origine commune.
La vocation chrétienne de l'édifice est toutefois soulignée par l'existence de croix grecques gravées sur la face visible des trois linteaux de la paroi septentrionale. On peut ainsi y voir une croix grecque d'une grande simplicité. La deuxième porte est décorée d'une croix entourée d'une couronne au-dessous de laquelle est figurée une branche de feuillage. La troisième pierre porte également une couronne circonscrivant une croix grecque encadrée d'un palmier et d'une branche de feuillage.

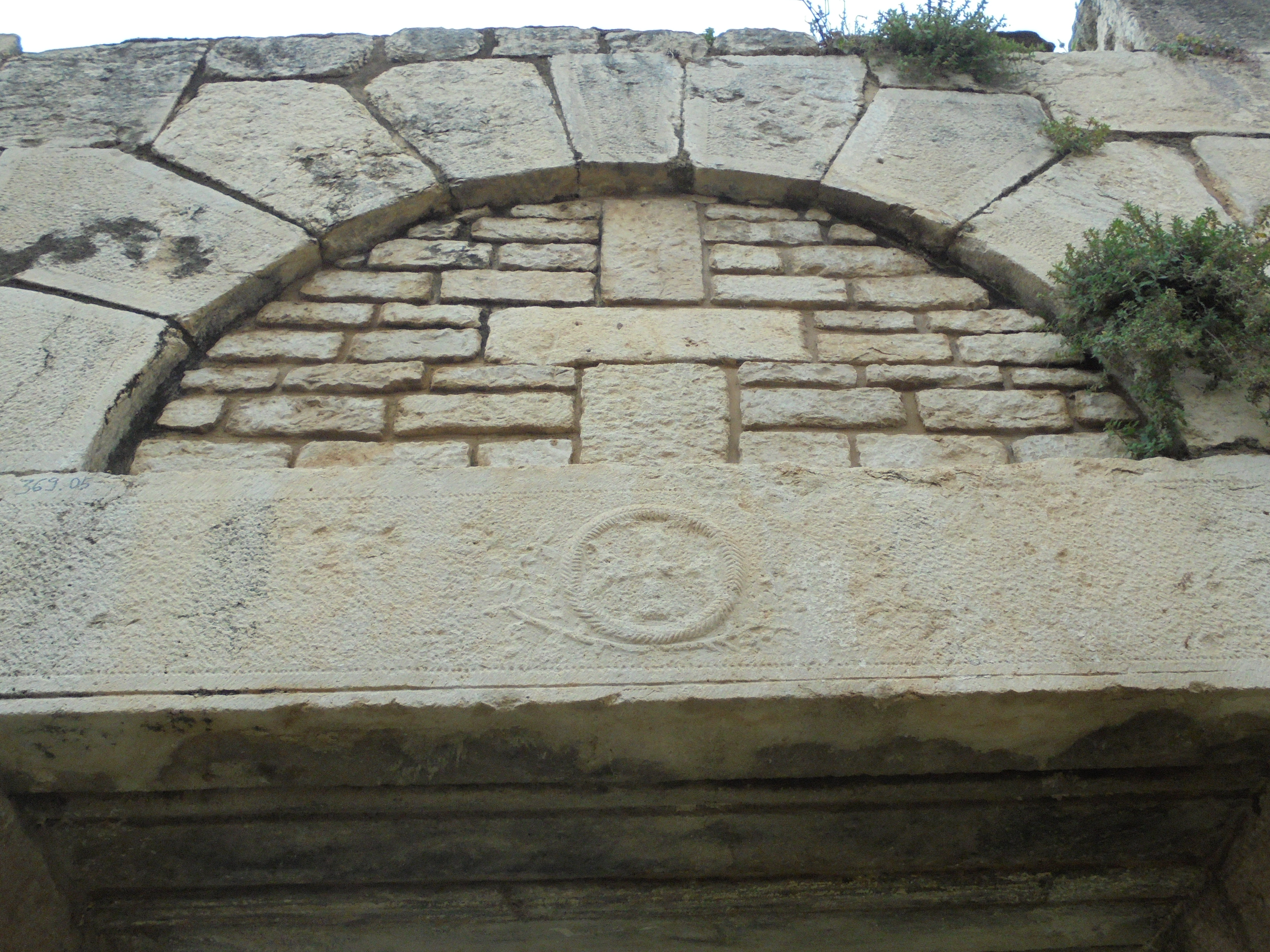
Linteau de la première porte de la paroi septentrionale.
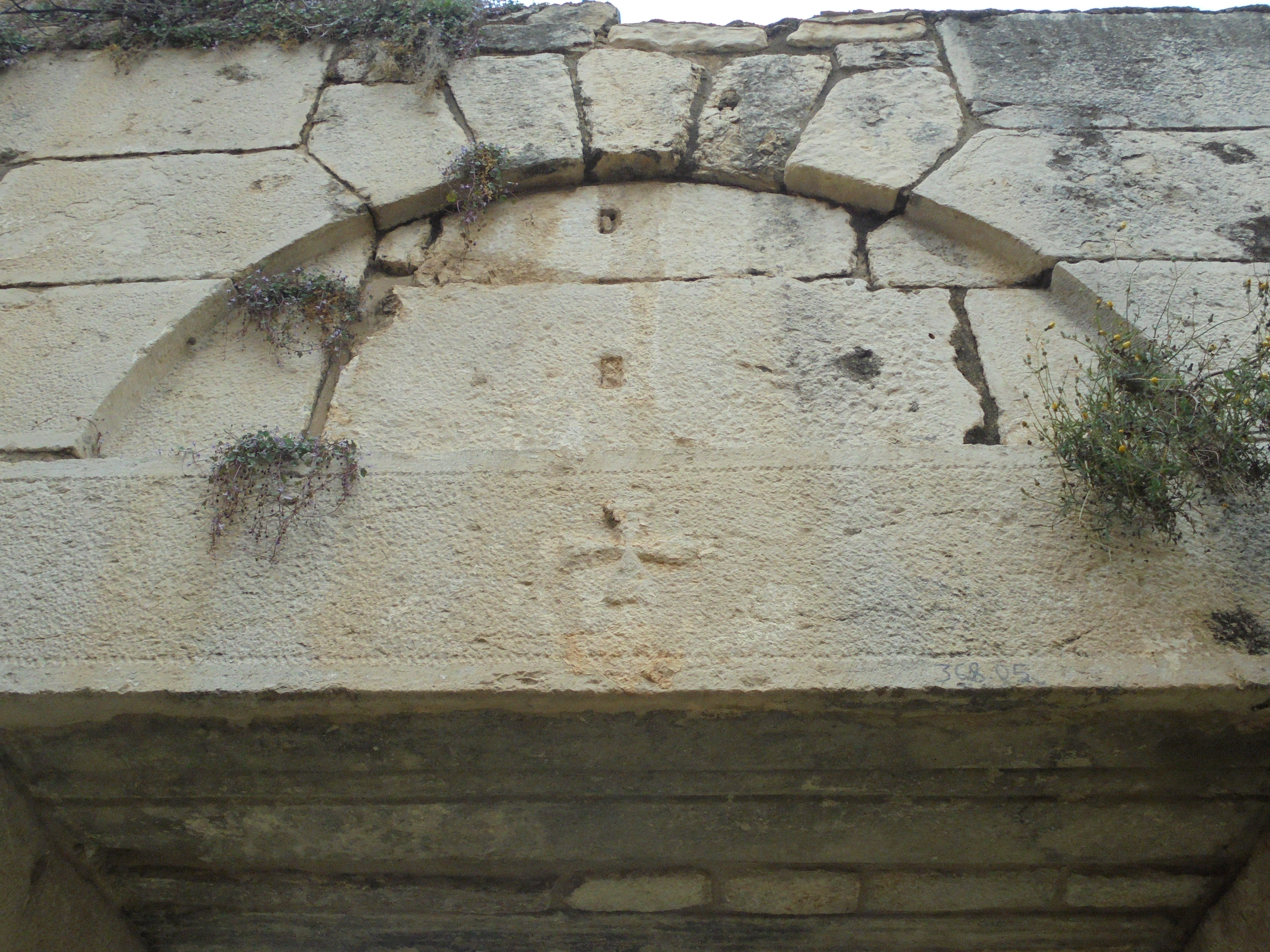
Linteau de la deuxième porte de la paroi septentrionale.
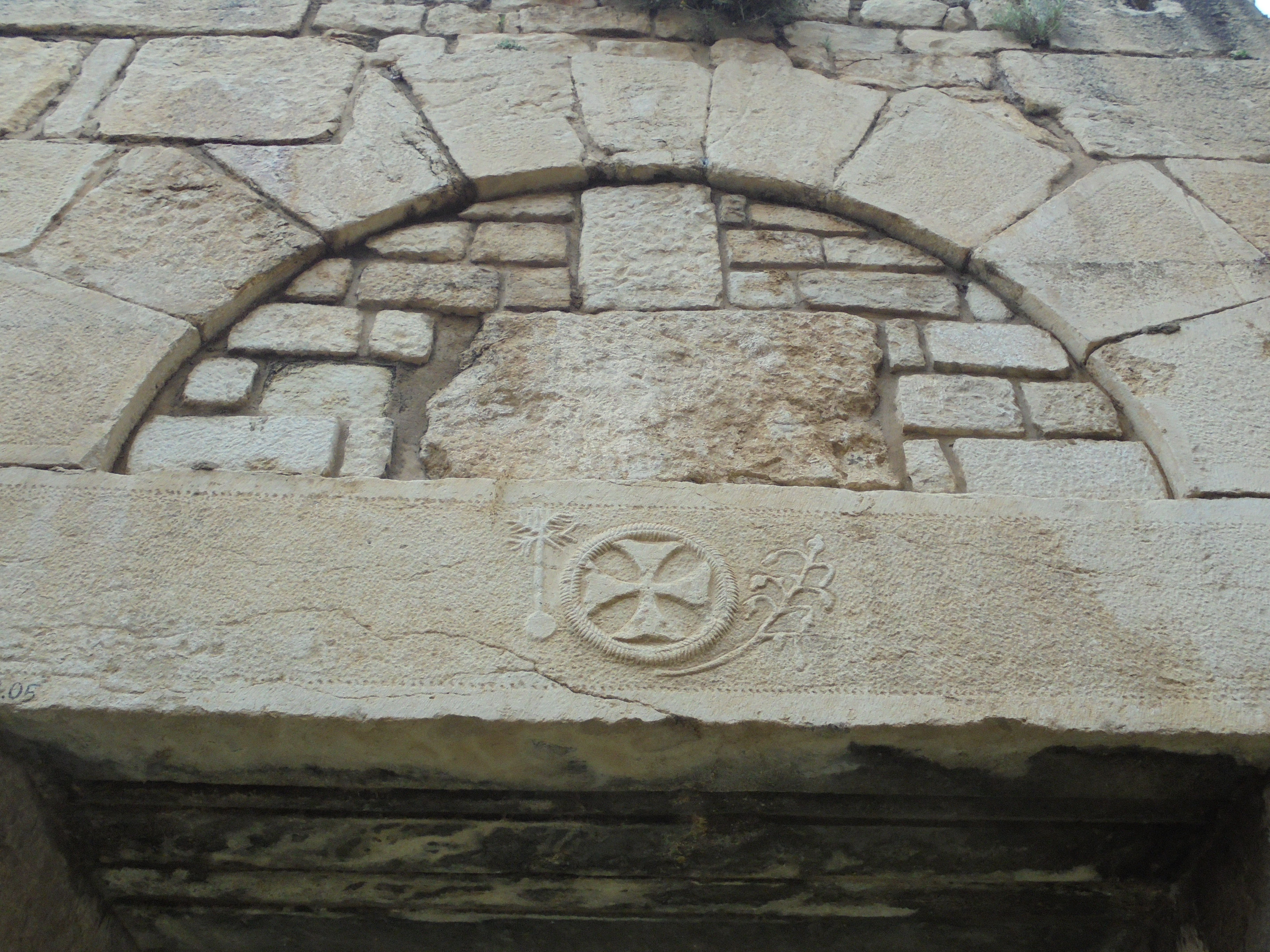
Linteau de la troisième porte de la paroi septentrionale.

## Découverte de la basilique

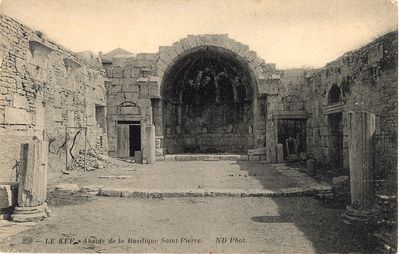
Nef et abside vers 1917.

Le premier à mentionner l'existence de la basilique est Adrien Berbrugger qui la visite en 1850 : 
« Il est un immense monument romain tout en pierres de taille que les indigènes appellent la maison de l'arceau (dar el kous) et qu'ils pourraient appeler plus exactement « aux arceaux », vu la quantité de portes et de fenêtres cintrées qu'on y remarque. Sur le linteau d'une de ses portes, on voit une croix grecque dans un médaillon placé entre les instruments de la Passion. Les gens du Kef m'ont demandé ce que signifiaient ces sculptures ; mais je me suis bien gardé de leur dire que c'étaient des symboles chrétiens, de peur d'en causer la destruction immédiate. Le jour où un évêque reprendra possession de cette basilique, il y retrouvera peut-être encore ce souvenir de la première époque du christianisme en Afrique. »

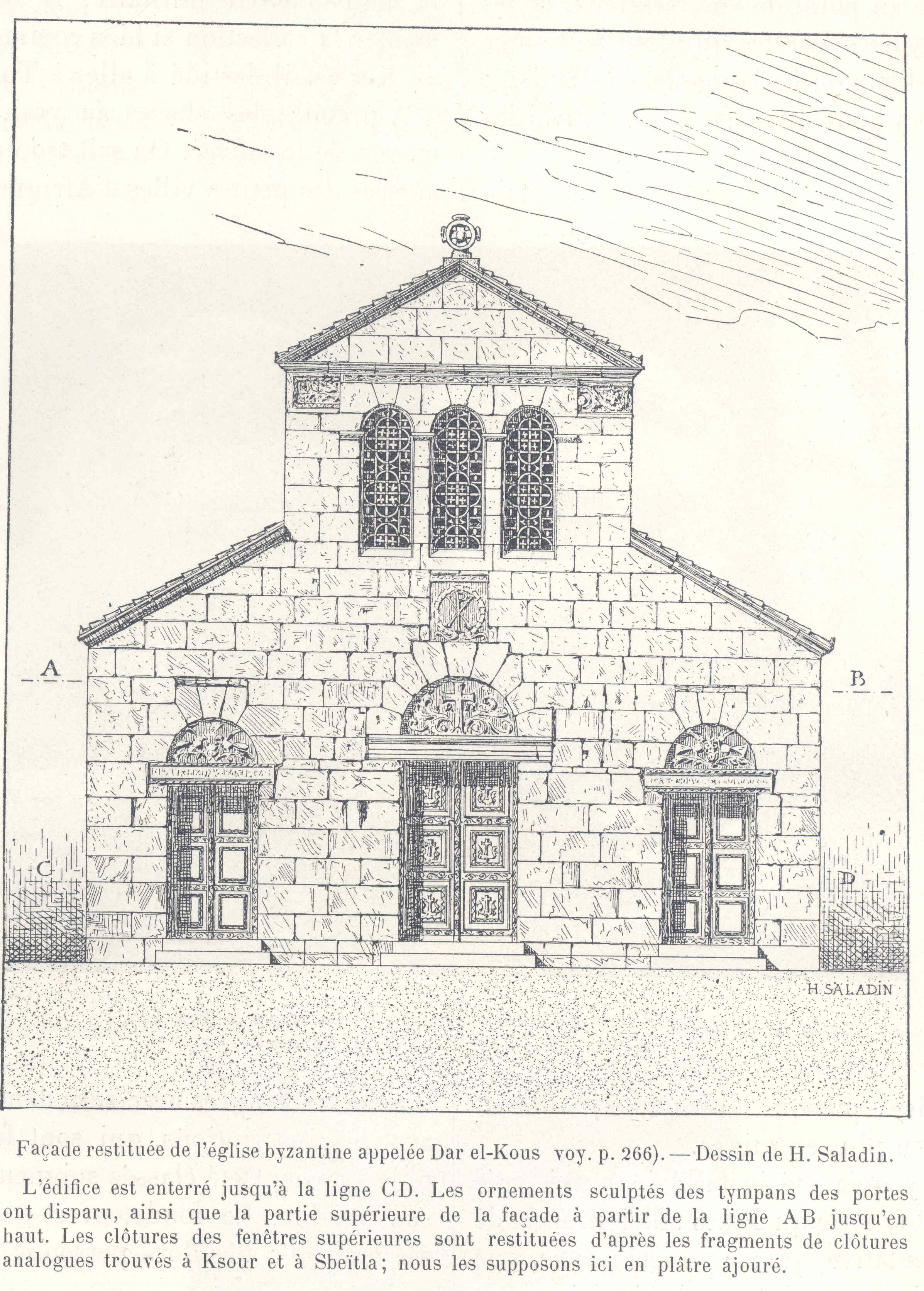
Façade reconstituée de la basilique selon Henri Saladin (1883).

La conquête de la Tunisie par la France en 1881 va permettre d'en savoir plus sur l'édifice : l'un des militaires chargés de l'expédition, Émile Espérandieu, note dans son carnet de route : « Tout le monde est à peu près d'accord sur la destination de cet édifice qui, très certainement, a été construit à l'époque chrétienne, probablement sur les ruines de quelque monument romain. Les architraves des portes sont formées par de gros blocs de pierre portant des inscriptions païennes, et si le Kef possédait plusieurs basiliques, il est permis de supposer que celle qui nous occupe devait être placée au premier rang, car ses dimensions sont relativement considérables. La basilique est habitée aujourd'hui par une pauvre femme arabe, veuve et déjà vieille. Il serait à désirer qu'à sa mort, les quelques murailles modernes qui existent encore fussent enlevées et que les ruines de l'édifice fussent un peu mieux respectées qu'elles ne l'ont été jusqu'ici ».
Son vœu est rapidement exaucé puisque René Cagnat constate en 1883 que les militaires français sont en train de déblayer l'abside qui est plus qu'à moitié comblée par le fumier. Lui aussi note qu'elle « est très bien conservée et a été transformée depuis longtemps en maisons. Le narthex forme une sorte d'entrée, la nef est actuellement la cour et l'abside a été transformée en écurie ».
Pourtant, ce n'est que le 14 juin 1890 que le nouvel aumônier militaire, l'abbé Giudicelli, peut annoncer à l'évêque de Tunis qu'il a racheté la basilique aux héritiers d'un certain Ben Baous pour la somme de 3 217 francs. On s'apercevra par la suite que l'aumônier continue à verser un loyer à un autre Keffois qui se prétend également propriétaire.

## Fouilles de la basilique

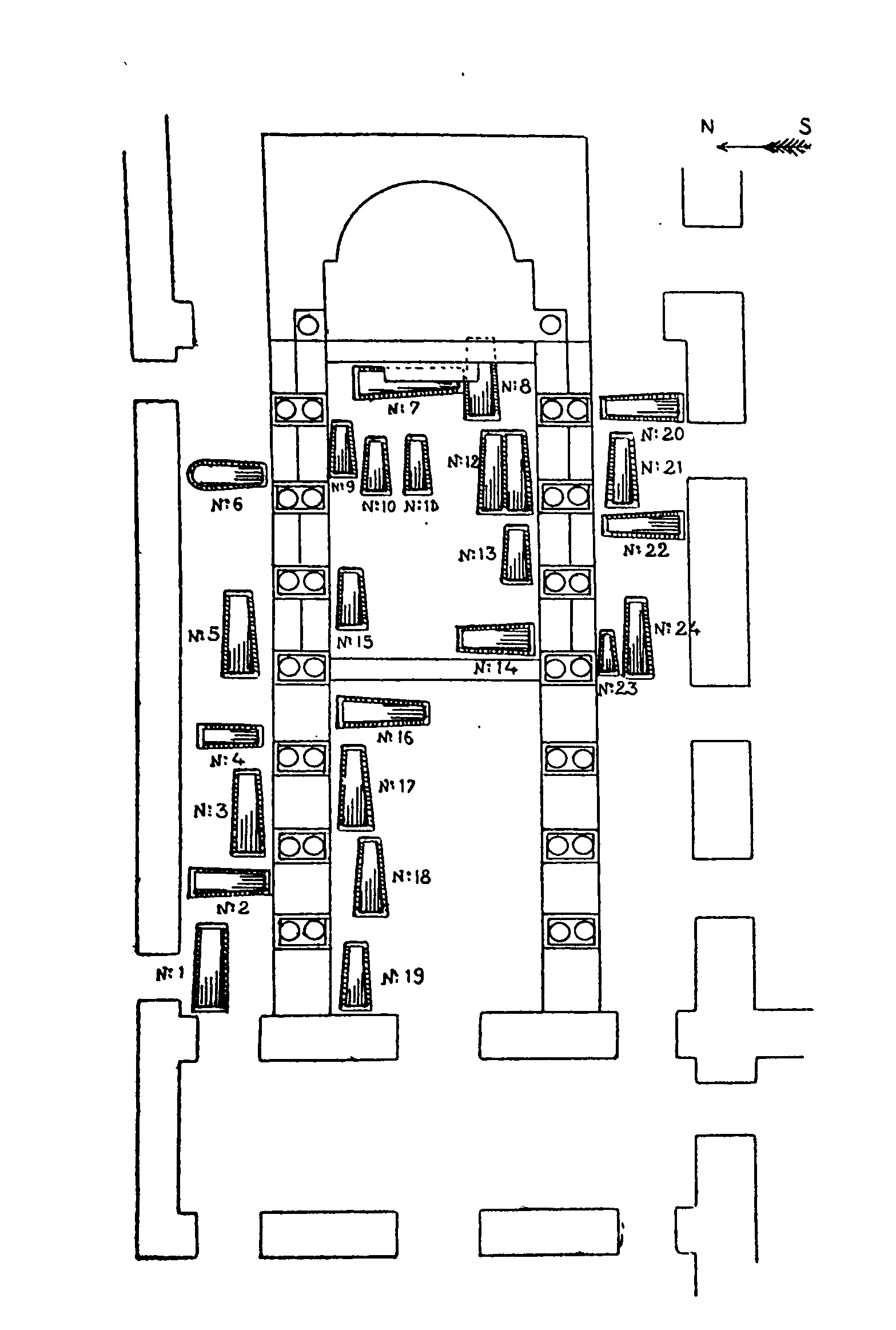
Localisation des sépultures retrouvées dans le sous-sol.

C'est donc en 1890 que la restauration de la basilique peut commencer. On veut en faire un lieu de culte pour la population française qui arrive de plus en plus nombreuse. Le narthex est dégagé en priorité et sa voûte est reconstruite. La nouvelle église est inaugurée le 24 avril 1891, le jour de Pâques.
Les travaux de déblaiement du monument ne prennent fin qu'en 1894. Le plan de l'église primitive est maintenant reconnu et les mosaïques sont mises au jour. Les travaux sont suivis de près par le directeur du Service des beaux-arts et antiquités, Paul Gauckler, qui n'hésite pas à financer le prélat pour qu'il continue ses recherches. Le sous-sol de la basilique est alors fouillé entre 1895 et 1896.

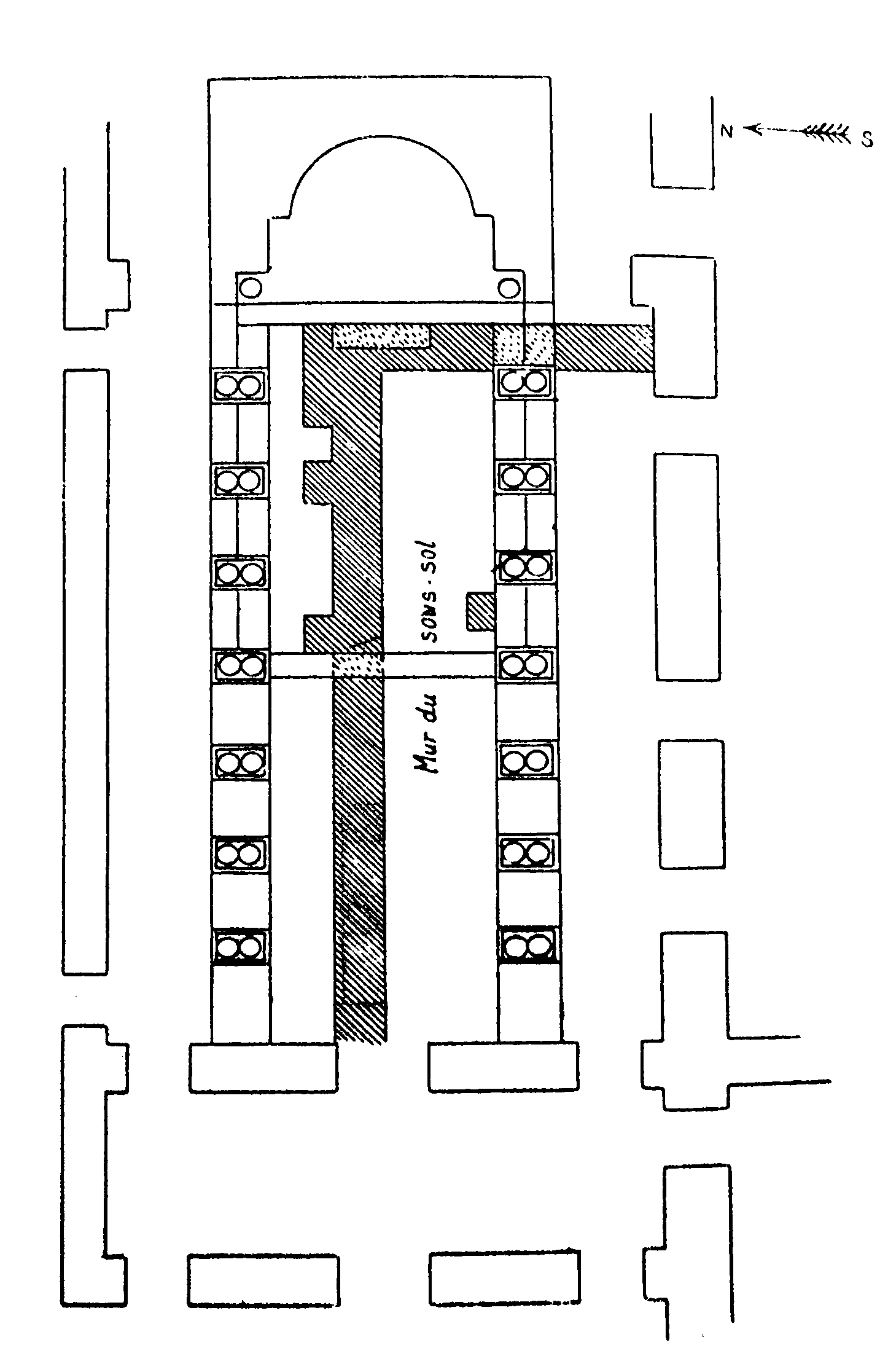
Localisation du mur enterré sous la basilique.

24 tombeaux sont découverts à 70 centimètres sous le dallage. Leurs parois longitudinales sont constituées, soit par des petits murs en maçonnerie, soit par des briques ou des dalles placées de champ ; les parois des extrémités sont constituées par des briques ou des dalles de pierre ; le tombeau repose tantôt sur un fond en brique, tantôt sur de la terre naturelle ; le dessus est toujours fermé par de grosses dalles en pierre. Ces matériaux ont souvent été récupérés dans d'anciens édifices comme le montrent les inscriptions ou les moulures qu'ils comportent parfois. Les pieds de ces tombes sont dirigés, soit vers l'abside, soit vers l'axe de la basilique, ce qui confirme leur lien avec le bâtiment. Certaines sépultures se situent sous les marches de l'abside ou sous la mosaïque, ce qui prouve l'antériorité de l'inhumation. Certaines parties de la mosaïque ont d'ailleurs été détruites pour piller les tombes.
Seuls quelques débris d'ossements humains en partie carbonisés sont retrouvés au milieu de la terre qui a envahi les cavités ; trois pièces de monnaie et une bague sont également récupérées et deux tombeaux d'enfants repérés. Ils ont la particularité d'avoir été remplis de plâtre liquide qui a moulé le cadavre. Ce moulage a également révélé que le cadavre reposait sur un lit de feuilles de laurier dont les empreintes ont été conservées.
La poursuite des fouilles révèle l'existence d'un mur au beau milieu du monument et sans aucun lien avec son architecture. Sa base n'a pu être atteinte malgré un sondage de 3,50 mètres de profondeur. Il a d'ailleurs été entaillé en plusieurs endroits pour pouvoir enterrer les sépultures. La basilique a donc été construite sur des ruines qui devaient être imposantes puisque les fouilles n'ont permis d'en révéler qu'une faible partie.

## Lieu de culte à l'époque du protectorat

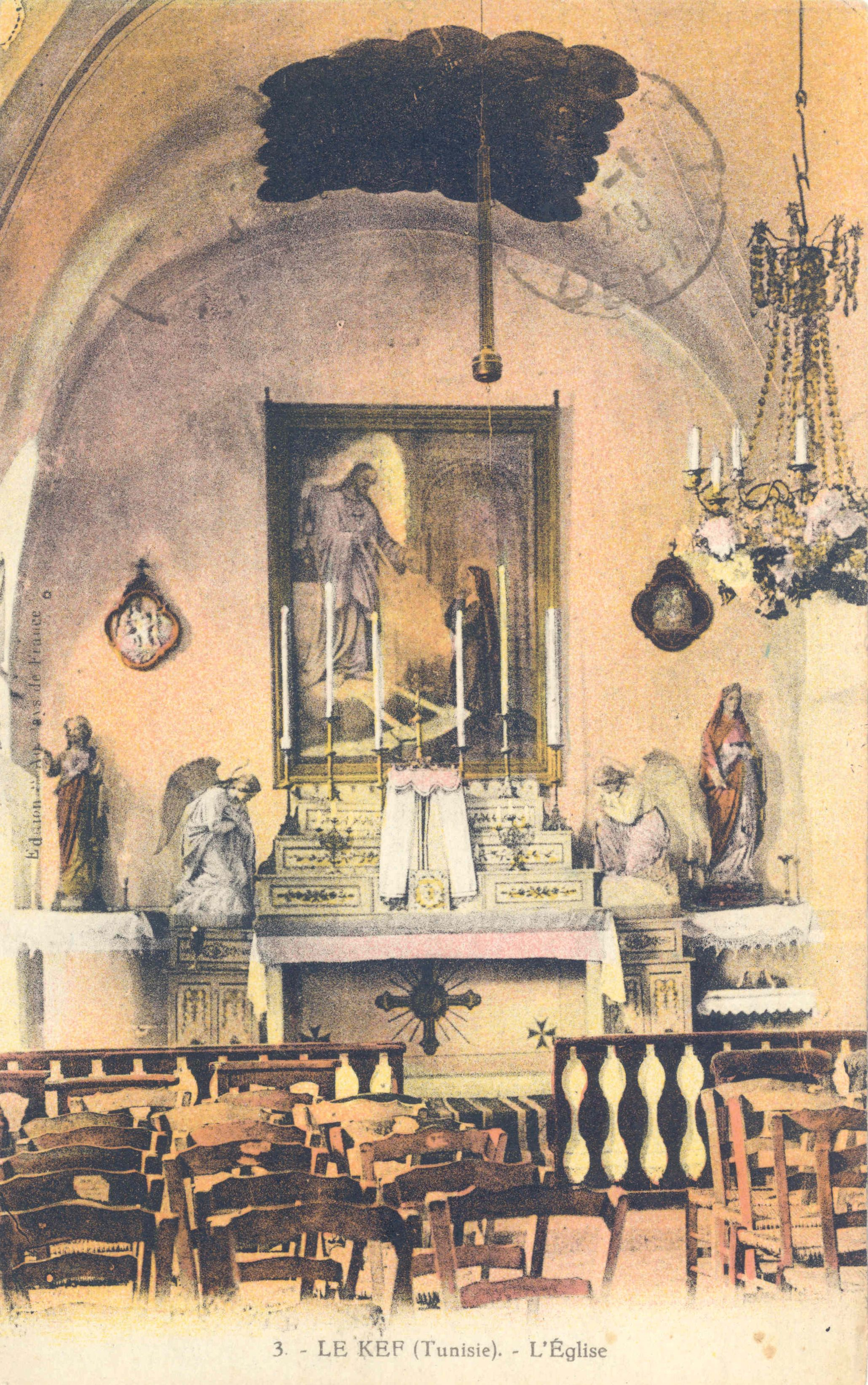
Intérieur de l'église dans le narthex vers 1939.

La basilique devient le lieu de culte chrétien du Kef et de sa région pendant toute la durée du protectorat. En 1901, il y a déjà 1 595 européens et l'église est bientôt beaucoup trop petite. Des fonds sont réunis pour construire un nouvel édifice mais le projet n'aboutit pas. On construit alors deux chapelles dans la nef pour pouvoir accueillir les nouveaux paroissiens qui se retrouvent à l'office tous les dimanches, en présence du contrôleur civil et du général commandant la place forte.

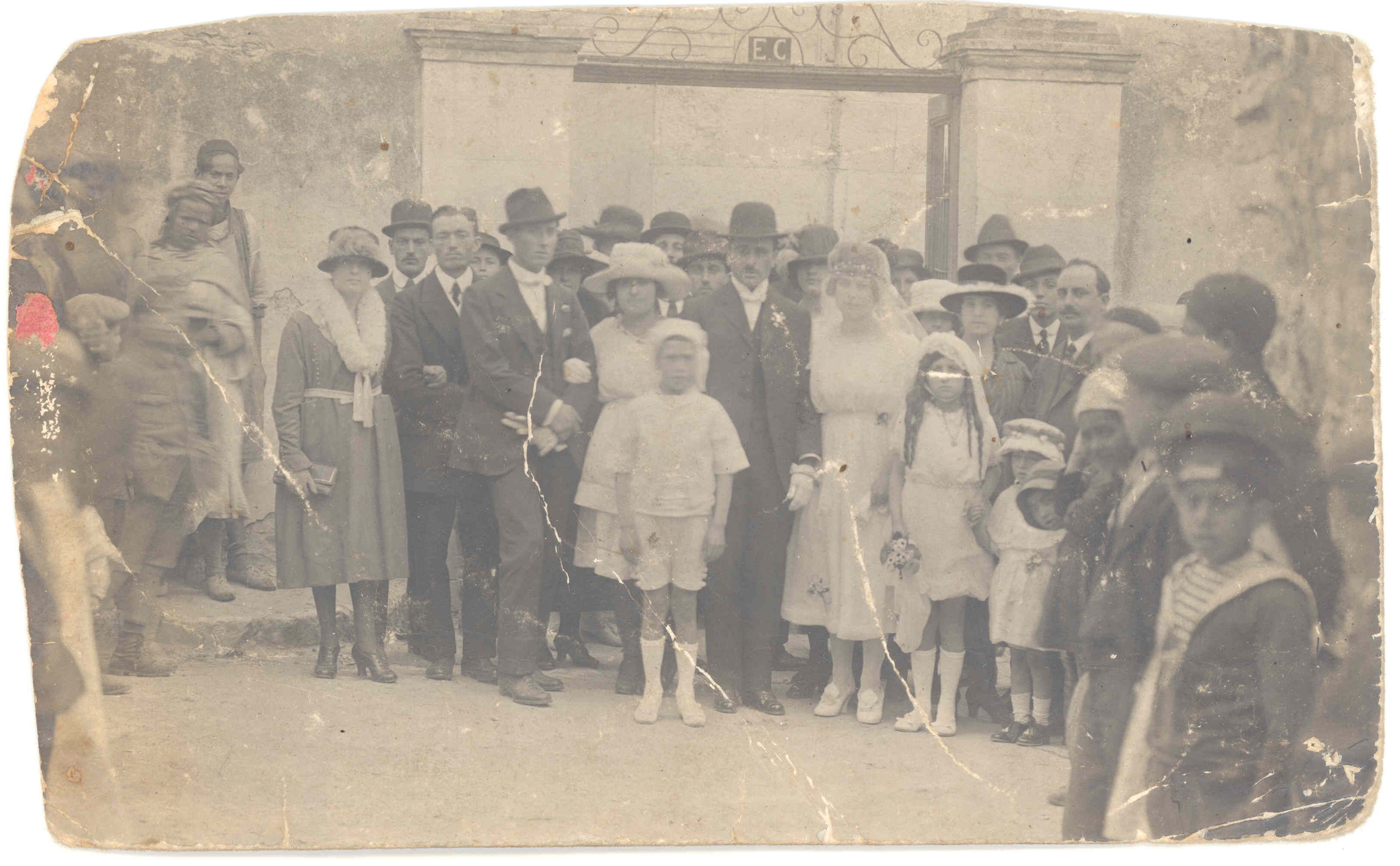
Mariage catholique vers 1922.

L'église est consacrée au Sacré-Cœur. Toutes les fêtes catholiques y sont célébrées et des photos de groupe sont prises dans l'abside lorsque l'archevêque de Tunis vient au Kef à l'occasion de la confirmation des enfants catholiques. Chaque année, le jour de la Fête-Dieu, les fidèles forment une procession qui parcourt les rues de la ville avant de revenir à la basilique. En juin 1954, les caméras des actualités sont également présentes devant la basilique lorsqu'on enterre les membres des familles Bessède et Palombieri tués par les fellagas le 26 mai.
|      | Baptêmes | Mariages | Sépultures |
| ---- | -------- | -------- | ---------- |
| 1900 | 45       | 6        | 11         |
| 1910 | 69       | 16       | 33         |
| 1920 | 54       | 19       | 15         |
| 1930 | 72       | 12       | 24         |
| 1940 | 58       | 8        | 19         |
| 1950 | 51       | 9        | 12         |
| 1960 | 0        | 0        | 2          |

Il ne reste que très peu de fidèles au Kef lorsque l'église est fermée en mai 1964 avant même la signature du modus vivendi signé entre la Tunisie et le Vatican le 10 juillet 1964. La basilique est alors restaurée et ouverte aux visites touristiques. Elle est en effet classée monument historique depuis le 8 juin 1891.